# Ciwarna
Ciwarna is een bestuurslaag in het regentschap Serang van de provincie Banten, Indonesië. Ciwarna telt 3377 inwoners (volkstelling 2010).